# Hans Gustav Myhre
Hans Gustav Myhre (* 18. Juli 1935) ist ein ehemaliger norwegischer Badmintonspieler. 

## Karriere
Hans Gustav Myhre wurde 1953 erstmals nationaler Meister in Norwegen. Neun weitere Titelgewinne folgten bis 1959. 1955 stand er in der zweiten Runde des Herreneinzels der All England. 1956 gewann er die Berkshire Championships.

## Sportliche Erfolge
| Saison | Veranstaltung                                | Disziplin    | Platz | Name                                 |
| ------ | -------------------------------------------- | ------------ | ----- | ------------------------------------ |
| 1952   | Norwegen: Einzelmeisterschaften der Junioren | Herreneinzel | 1     | Hans Gustav Myhre                    |
| 1952   | Norwegen: Einzelmeisterschaften der Junioren | Herrendoppel | 1     | Hans Gustav Myhre / Per Corneliussen |
| 1953   | Norwegen: Einzelmeisterschaften der Junioren | Mixed        | 1     | Hans Gustav Myhre / Tove Naess       |
| 1953   | Norwegen: Einzelmeisterschaften der Junioren | Herreneinzel | 1     | Hans Gustav Myhre                    |
| 1953   | Norwegen: Einzelmeisterschaften der Junioren | Herrendoppel | 1     | Hans Gustav Myhre / Per Corneliussen |
| 1953   | Norwegen: Einzelmeisterschaften              | Herreneinzel | 1     | Hans Gustav Myhre                    |
| 1954   | Norwegen: Einzelmeisterschaften              | Herrendoppel | 1     | Hans Gustav Myhre / Per Corneliussen |
| 1955   | Norwegen: Einzelmeisterschaften              | Mixed        | 1     | Hans Gustav Myhre / Lisser Ytterborg |
| 1955   | Norwegen: Einzelmeisterschaften              | Herrendoppel | 1     | Hans Gustav Myhre / Per Corneliussen |
| 1956   | Norwegen: Einzelmeisterschaften              | Herreneinzel | 1     | Hans Gustav Myhre                    |
| 1956   | Norwegen: Einzelmeisterschaften              | Herrendoppel | 1     | Hans Gustav Myhre / Per Corneliussen |
| 1958   | Norwegen: Einzelmeisterschaften              | Herreneinzel | 1     | Hans Gustav Myhre                    |
| 1958   | Norwegen: Einzelmeisterschaften              | Herrendoppel | 1     | Hans Gustav Myhre / Wilhelm Koren    |
| 1959   | Norwegen: Einzelmeisterschaften              | Herreneinzel | 1     | Hans Gustav Myhre                    |
| 1959   | Norwegen: Einzelmeisterschaften              | Herrendoppel | 1     | Hans Gustav Myhre / Erik Kjolberg    |